# Franz von Hruschka

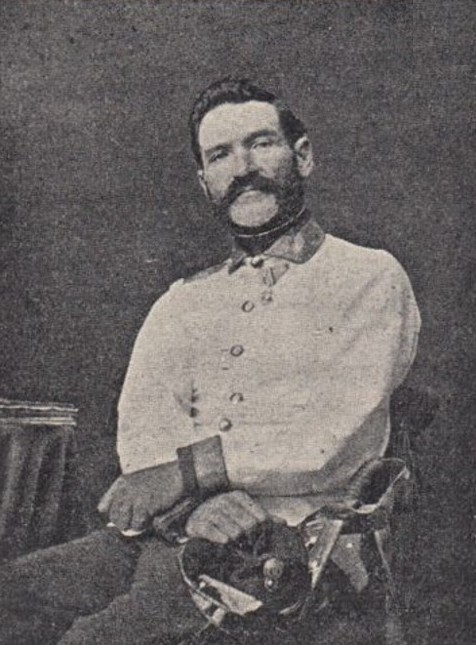
Franz von Hruschka

Franz von Hruschka (* 13. März 1819 in Wien; † 8. Mai 1888 in Venedig) war ein österreichischer Berufssoldat und als Imker der Erfinder der Honigschleuder. Mit voller Titulatur nannte er sich Major Franz Edler von Hruschka.

## Leben
Die Familie von Hruschka stammt aus Österreichisch-Schlesien. Der Vater Franz Ludwig Augustin von Hruschka wurde am 25. August 1787 in Brosdorf bei Wagstadt geboren. Nach dem Studium der Philosophie in Prag trat er am 7. Juli 1804 freiwillig den aktiven Militärdienst in der kaiserlichen Armee an, wo er für seine soldatischen Verdienste nach 1848 in den erblichen Adelstand erhoben wurde. Er verließ die Armee als Oberstleutnant. Seine Ehefrau war Anna Simon, die er 1818 in Wien heiratete.
Major Franz Edler von Hruschka wurde am 13. März 1819 in Wien geboren. Seine Kindheit verbrachte er jedoch in Budweis. Im Jahre 1827 zog er mit seinem Vater nach Graz um. Dort besuchte er die normale Schule und drei Klassen der lateinischen Schule. Mit vierzehn Jahren wurde er eingezogen und als Kadett des 19. Infanterieregiments Hessen-Homburg wurde er der Kadetten-Kompanie in Graz zugeteilt. In der Kadettenschule lernte er auch Tschechisch. Nach drei Jahren absolvierte er im Jahre 1836 die Kadettenschule und trat bei seinem Regiment an, dessen Garnison zu dieser Zeit in Wien war. Nach einigen Tagen jedoch wurde er zum ungarischen Regiment Bakonyi Nr. 33 versetzt, dessen Garnison in Mailand war. An seinen Aufenthalt in Mailand, der „ein ganzes Jahrzehnt angenehmster Erinnerungen in sich barg, in denen er die Träume der Jugend träumte und seine ersten Sporen verdiente“, erinnerte sich von Hruschka auch später gern. Im Jahre 1840 wurde er zum Fähnrich ernannt, 1844 zum Leutnant. Der Regimentsstab wurde währenddessen nach Zadar verlegt, aber von Hruschka diente, wie es scheint, weiterhin in Italien. Im turbulenten Jahr 1848 trat er den Dienst bei der Marine an und wurde gleichzeitig zum Bootsfähnrich befördert.
Aus dieser Zeit blieb die Qualifikationsurkunde von Hruschkas erhalten. Darin steht, dass von Hruschka ein schlauer Kopf von ausgesprochenem Talent sei; seine Freizeit und seine bescheidenen Mittel widmete er der Konstruktion eines Geräts, mit dem es möglich wäre, schnell und genau nach der Natur zu zeichnen und das für das Malen von Landschaften wie auch von Personen geeignet wäre. Im Jahre 1844 erfand sein schöpferischer Geist ein Boot, mit dem sowohl gesegelt als auch gerudert werden konnte. In dem Rang eines Bootsfähnrichs bekam er als Kommandeur der Ruderflotte das militärische Verdienstkreuz mit Kriegsdekoration für eine erfolgreiche Operation bei Caorle während der Blockade von Venedig. Im gleichen Jahr beteiligte er sich als Artillerieoffizier der Kriegsfregatten Gueriera und Juno an der Belagerung von Ancona. Im Jahre 1849 wurde er zum Fregattenleutnant ernannt. Bald darauf, im Jahre 1850, heiratete er Antonie Albrecht. Im Jahre 1852 wurde er zum Marineleutnant ernannt. Im Jahre 1857 wurde er zum Major befördert und gleichzeitig zum Ortskommandeur in Legnago, einer kleinen Stadt am unteren Lauf des Flusses Etsch in der Provinz Verona, ernannt. Mit dieser Ernennung endet auch die militärische Karriere von Hruschkas. Am 1. August 1865 wurde er in den ständigen Ruhestand geschickt.
Als neues Domizil erwählte er das Städtchen Dolo in der Provinz Venedig, wo er ein kleines Gut besaß, das seine Frau als Mitgift in die Ehe einbrachte. Schon als Ortskommandant von Legnago scheint er sich intensiv mit der Imkerei befasst zu haben, denn im Jahr seiner Pensionierung 1865 trat er mit seiner neuesten Erfindung an die Öffentlichkeit.
In einem Artikel, der am 1. Juli 1865 in der Eichstätter Bienenzeitung abgedruckt wurde, beschrieb er seine Methode, um mittels Zentrifugalkraft den Honig aus den Wabenrähmchen herauszuschleudern. Gleichzeitig trat er mit der Firma S. Bollinger in Wien zur Konstruktion einer Honigschleuder in Kontakt. Auf der „14. Wanderversammlung der deutschen und österreichischen Imker“, die vom 12. bis 14. September 1865 in Brünn stattfand, wurde Franz Hruschka als „Edler von, k. k. Platzmajor aus Legnago in Venetien“ vom Vorsitzenden, dem Abt des Altbrünner Augustinerklosters Cyrill Napp, als Abt Vorgänger von Gregor Mendel, aufgefordert, seine Erfindung den versammelten Imkern praktisch vorzuführen.
Er erklärte den begeisterten Teilnehmern der Versammlung, dass er das Ei des Kolumbus für die Honiggewinnung in der Zentrifugalkraft gefunden habe und schleuderte eine Honigwabe, die er in einen eckigen Trichter einlegte, an einer Schnur über seinem Kopf. Diese Erfindung hob die Bienenhaltung gewaltig. Nun konnte man erstmals einen sehr reinen aromatischen Honig bekommen, ohne die Waben zu zerstören, die man somit jahrelang gebrauchen kann. Innerhalb weniger Jahre und mit zunehmend verbesserten Geräten wurde die Honigschleuder zum Standard der Imkerei.
Franz Edler von Hruschka widmete sich noch viele Jahre der Forschung an Bienenvölkern und brachte die Imkerei in Italien durch zahlreiche Vorträge zu einer neuen Blüte. Bei dem Versuch, in Venedig ein Hotel zu eröffnen, verlor er jedoch seinen gesamten Besitz und starb verarmt und zurückgezogen am 8. Mai 1888.

## Anerkennungen
- 1872 silberne Staatsmedaille auf der Wanderversammlung der deutschen und österreichischen Imker in Salzburg
- Goldmedaille auf der zweiten italienischen Imkerversammlung in Florenz
- 1936 Gedenktafel am Rathaus von Dolo